# Road Rash
Road Rash es el nombre de una serie de videojuegos de carreras de motos por Electronic Arts, en la que el jugador participa en violentas carreras callejeras ilegales. El juego fue originalmente lanzado para Mega Drive, pero fue llevado a otros sistemas. Seis juegos diferentes fueron lanzados de 1991 a 2000, y en 2003 fue lanzado un port alternativo para Game Boy Advance del último juego lanzado en 2000. Road Rash y dos de sus secuelas más tarde apareció en la colección de EA Replay para la PSP.
El título del juego se basa en el término de argot para las quemaduras en la piel por fricción graves en el suelo a gran velocidad que pueden ocurrir en la caída de una motocicleta en movimiento.

## Jugabilidad
En todas las versiones, el objetivo del juego es llegar a la meta lo antes posible. Los competidores se tienen que enfrentar a ellos mismos o a la moto patrulla. Todas las pistas son de tipo Sprint, así que debe esquivar los demás vehículos y ciertos obstáculos. A diferencia de otros juegos de carreras, Road Rash no tiene límite de tiempo para completar las pistas. Hay 3 barras: la barra de vida del jugador, la de HP de la moto y la de vida de uno de los oponentes. Al atacar a uno de los oponentes, su barra de vida se reduce y cuando cae a 0, sale expulsado de su moto, lo cual debe devolverse a recogerlo o llegar a la meta si está cerca de ella. La barra de HP de la moto se reduce con los daños, como choques con vehículos o ciertos obstáculos. Ciertos choques sale expulsado al controlador de esa moto. Si esa barra cae a 0, el personaje llamará a un mecánico para reparar su moto, abandonando la carrera y pagando el coste de reparación.
Se puede patear a los oponentes o golpearlos con puños, palos, Nunchaku, barretas u otras armas.
Llegando a uno de los mejores 3 puestos, se obtiene la bandera de clasificación y un monto mayor en dinero, llegando fuera de estos puestos recibirá un monto menor. El dinero es utilizado para comprar motos, que son divididos en 3 clases de motos a partir de Road Rash II e implementado en Road Rash RENEWAL, que son moto-ratas, motos deportivas y super motos, esta última clase contiene nitros.
Además, para dificultar el juego, existen los policías, en donde los competidores se enfrentan a ellos, ya que si pierden contra uno de ellos o si se encuentra demasiado cerca de uno de ellos antes de subirse a la moto, empiezan a abandonar la carrera, pero finalmente son capturados, pagando una multa. Si el jugador se queda sin dinero, termina el juego, lo cual tiene que empezar de nuevo.

## Juegos

### Road Rash(1991)
Road Rash debutó en Mega Drive en 1991. El juego se desarrolla en California, en progresivamente  carreteras de dos carriles. El modo de dos jugadores permite que una persona juegue a la vez. Hay otros 14 oponentes en una carrera. Se lanzó un puerto del juego para Amiga, y se hicieron varias versiones reducidas para Master System, Sega Game Gear y Game Boy. La versión de Game Boy es uno de los dos juegos con licencia que son incompatibles con Game Boy Color y las consolas más nuevas de la línea Game Boy. Se planificó una versión de  SNES y luego se canceló.[cita requerida]
Se realizó una versión actualizada para plataformas basadas en CD como 3DO, Sega Mega-CD, PlayStation, Sega Saturn, y Microsoft Windows. Cuenta con una serie de cambios, como la posibilidad de elegir personajes (con varios cashpiles y bicicletas de partida, algunos con armas de partida) antes de jugar, sistemas de reputación y chismes completos y secuencias video de movimiento completo para avanzar en la trama. La versión actualizada presenta todas las direcciones de California: La Ciudad, La Península, Pacific Coast Highway, Sierra Nevada y Napa Valley. Los propios caminos cuentan con breves secciones de carreteras divididas.

### Road Rash II(1992)
Road Rash II fue lanzado en 1992 para Mega Drive. La secuela tomó el motor y los sprites del primer juego y agregó más contenido. La adición más grande fueron los modos apropiados de dos jugadores: "Pantalla dividida" frente a los otros oponentes de la computadora, y el modo de duelo "Mano A Mano". A diferencia de la primera entrega que se ambienta en California, las carreras se disputan en otros sectores de Estados Unidos: Alaska, Hawái, Tennessee, Arizona y Vermont. La lista de motos se ha incrementado a 15 (separadas en tres clases, con las posteriores con potencia de óxido nitroso), y se agregó una cadena y palo para complementar el club. Otros detalles incluyen la navegación de las pantallas de menú siendo considerablemente más fácil; y contraseñas más manejables, siendo menos de la mitad del tamaño del primer juego.

### Road Rash(1994)
Road Rash se lanzó en 1994 para plataformas basadas en CD como 3DO, Sega CD, PlayStation, Sega Saturn y Microsoft Windows. Presenta una serie de cambios, como la capacidad de elegir personajes (con varios montones de efectivo y bicicletas iniciales, algunos con armas iniciales) antes de jugar, sistemas de reputación y chismes desarrollados y video de movimiento completo secuencias para avanzar en una trama. . El juego presenta locales de todo California: The City, The Peninsula, Pacific Coast Highway, Sierra Nevada y Napa Valley. Los caminos en sí cuentan con breves secciones de caminos divididos.

### Road Rash 3(1995)
Road Rash 3 fue lanzado en 1995 para Mega Drive. Las carreras se llevan a cabo en todo el mundo, cada nivel presenta cinco de siete locales en total: Brasil, Reino Unido, Alemania, Italia, Kenia, Australia, y Japón. Además de las quince motocicletas estándar, hay actualizaciones de cuatro partes disponibles para cada una. Ocho armas están disponibles, y  Road Rash 3  presenta la habilidad del jugador para aferrarse a las armas entre las razas y la capacidad de acumular múltiples armas.

### Road Rash 3D(1998)
Road Rash 3D fue lanzado en 1998 para PlayStation. La mayoría del juego no se basa en sprites. Los campos de carreras se juntaron a partir de una serie de carreteras interconectadas. El juego tiene menos énfasis en el combate a cambio de un mayor énfasis en las carreras.

### Road Rash 64(1999)
Road Rash 64 fue lanzado en 1999 para la Nintendo 64. Electronic Arts no lo diseñó ni publicó; los derechos de propiedad intelectual fueron autorizados a THQ, que a su vez tenía su propio Pacific Coast Power & Light (fundado por el antiguo empleado de EA, Don Traeger), desarrolla el juego.

### Road Rash: Jailbreak(2000)
Road Rash: Jailbreak se lanzó en 2000 para PlayStation, con un puerto de mano lanzado en 2003 para Game Boy Advance con el mismo título. Las nuevas características incluyen un sistema de carreteras interconectado y un juego cooperativo de dos jugadores con un sidecar.

### Road Rash(2009)
Road Rash fue lanzado en 2009 para J2ME. Solo se vendió en el sitio de EA Mobile.

## Música
La trilogía de Mega Drive presenta música de los compositores de EA Rob Hubbard (1 y II), Michael Bartlow (1), Tony Berkeley (II) y Don Veca (II y 3). Las últimas entradas fueron de los primeros videojuegos que incluyeron pistas de música con licencia de los principales artistas de grabación en el juego.